# Нітра-над-Іплом
Нітра-над-Іплом (словац. Nitra nad Ipľom) — село, громада округу Лученець, Банськобистрицький край, центральна Словаччина, регіон Новоград. Кадастрова площа громади — 8,12 км².
Населення 378 осіб (станом на 31 грудня 2017 року).

## Історія
Нітра-над-Іплом згадується в 1350 році[де?].

## Населення
| Рік:            | 1994. | 2004.    | 2014.    | 2024.   |
| --------------- | ----- | -------- | -------- | ------- |
| Кількість осіб: | 244   | 283      | 367      | 374     |
| Різниця:        |       | +15,98 % | +29,68 % | +1,90 % |

| Рік:            | 2023. | 2024.   |
| --------------- | ----- | ------- |
| Кількість осіб: | 375   | 374     |
| Різниця:        |       | -0,26 % |